# Robert Espeseth
Robert Douglas Espeseth, Jr. (født 25. oktober 1953 i Philadelphia, Pennsylvania, USA) er en amerikansk tidligere roer.
Espeseth var en del af den amerikanske toer med styrmand, der vandt bronze ved OL 1984 i Los Angeles. Bådens øvrige besætning var Kevin Still og styrmand Doug Herland. I finalen blev USA's båd besejret af Italien, der vandt guld, og af Rumænien, der fik sølv. Han deltog i samme disciplin ved OL 1988 i Seoul, hvor amerikanerne sluttede på 11. pladsen.
Espeseth vandt desuden to VM-medaljer i firer uden styrmand, en guldmedalje ved VM 1986 og en bronzemedalje ved VM 1987.

## OL-medaljer
- 1984:  Bronze i toer med styrmand